# Осиновая лесостепь

Осиновая лесостепь на территории Канады

Оси́новая лесосте́пь (англ. Aspen parkland) — обширная зона переходного биома между прериями и тайгой, состоящая из двух частей: области реки Пис в северо-западной Альберте, пересекающей границу с Британской Колумбией, и более обширной зоны, простирающейся от центральной Альберты, через весь центральный Саскачеван до юга центральной части Манитобы и продолжающейся в небольших частях американских штатов Миннесота и Северная Дакота. Осиновая лесостепь состоит из лесков осинообразных тополей и елей, перемежающихся с пространствами степных лугов и пересекающихся широкими долинами рек и ручьёв, поросшими осиново-еловыми лесами и густым кустарником. Это крупнейшая в мире переходная зона от тайги к лугам, где степи и лесистые местности постоянно борются друг с другом за существование и пытаются занять ареалы друг друга в лесостепи.
Эта статья посвящена этому биому в Северной Америке. Подобные биомы также встречаются и в России, к северу от степей (лесостепь) и на севере Канады.

## Определение

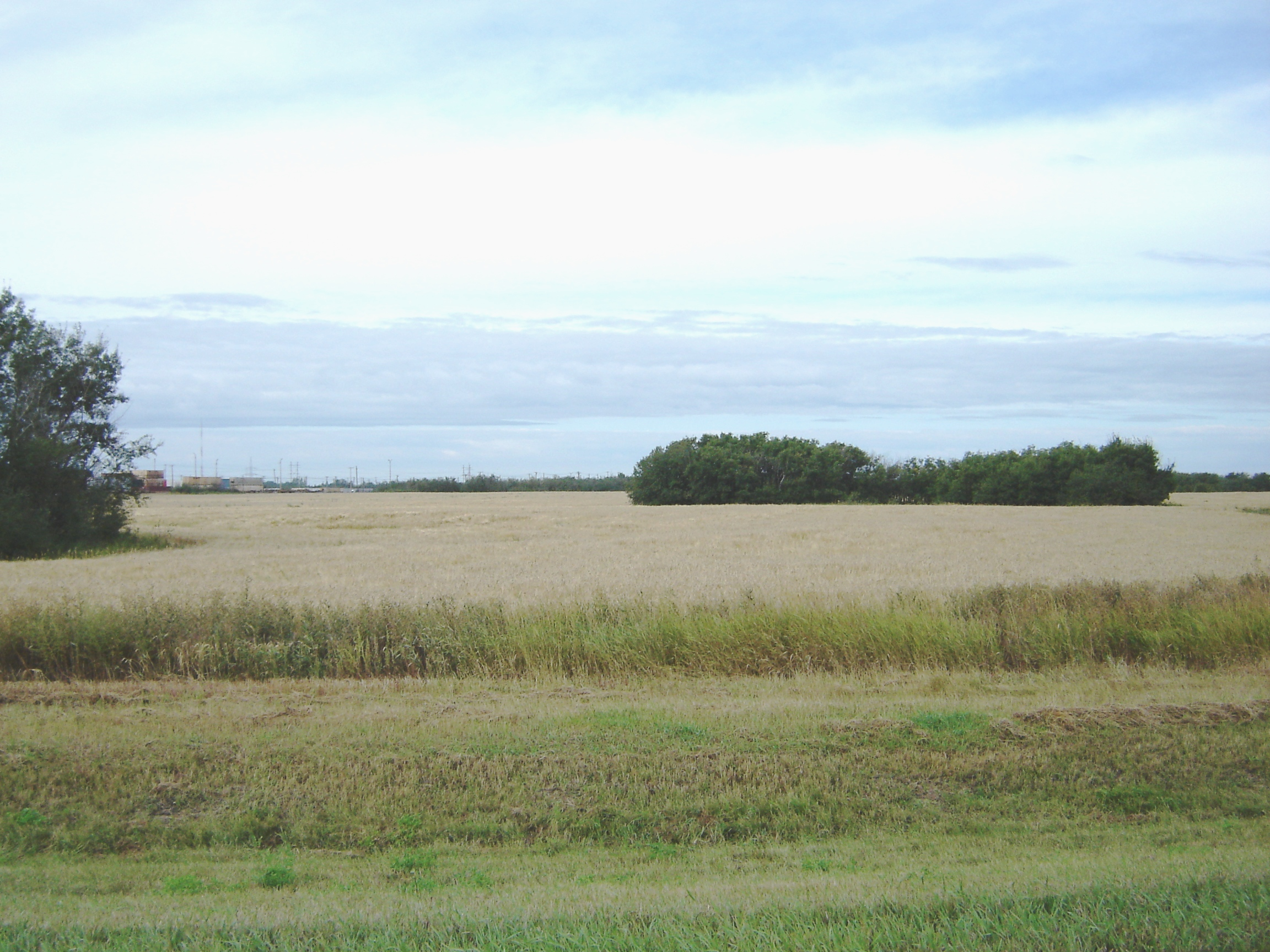
Луг неподалёку от Саскатуна (Саскачеван)

Согласно Экологическим основам Канады, опубликованным в 1999 году, экорегион Осиновая лесостепь (#156) является самым крупным и самым северным участком экозоны прерий. Это определение представляет собой дугообразный регион (то есть включает центральную и предгорную парковую зону WWF, но исключает район реки Пис). Частично определяемая климатом, она имела среднюю годовую температуру около 1,5 °C в 1999 году, а количество осадков варьировалось от 400 до 500 мм в год. Она включает в себя общины Ред-Дир и Эдмонтон в Альберте; Ллойдминстер на границе Альберты и Саскачевана; Северный Баттлфорд, Гумбольдт и Йорктон в Саскачеване; Брандон, Манитоба, как её основные населённые пункты и имеет общее население 1,689 миллиона человек. Согласно этому определению, этот экорегион в провинции Альберта занимает примерно 5 500 000 га (14 000 000 акров).
По данным Всемирного фонда дикой природы Канадские осиновые леса и парковые зоны (NA0802) охватывают восемь экорегионов, как это используется в Экологической основе Канады: Низменность реки Пис, Западная бореальная зона, Бореальный переход, Межозёрная равнина, Осиновая лесостепь и Юго-Западное нагорье Манитобы (TEC 138, 143, 149, 155, 156, 161, 163 и 164). Эти экорегионы находятся как в экозоне Бореальных равнин, так и в экозоне прерий (Рабочая группа по экологической стратификации, 1995). Бореальными участками являются Манитобская низменность, Осиново-Дубовая, Осиновая Роща, Смешанные леса и Нижние предгорья (15-17, 18a и 19a).

## Окружение
Биом осиновой лесостепи проходит тонкой полосой шириной не более 500 км через провинции прерии, хотя на западе она расширяется, особенно в Альберте. Это холмистый ландшафт со множеством небольших озёр и прудов. Города Эдмонтон и Саскатун являются крупнейшими городами в этом биоме, в то время как Виннипег граничит с высокотравными прериями на западе и юге и осиновыми лесостепями на северо-востоке, а Калгари граничит с прериями на востоке и предгорьями на западе.
Осиновая лесостепь разделена на три основных участка: река Пис, Центральный часть и Предгорья. Центральная часть лесостепи является самым большим участком и является частью основной полосы осиновых лесостепей, простирающейся через Альберту, Саскачеван и Манитобу, граничащей с прериями на юге и тайгой на севере. Область реки Пис расположена в районе реки Пис в провинции, простирающейся через границу в северо-восточную часть Британской Колумбии, и полностью окружена бореальными лесами, отрезая её от Центральной части лесостепи, и простирается на север до Форта Вермилион на 58. ° с. ш. и 116 ° з. д. Предгорная часть лесостепи покрывает предгорья Скалистых гор на юге, вплоть до национального парка Уотертон-Лейкс.

### Климат
Регион имеет влажный континентальный климат, сопровождающийся субгумидным низким бореальным переходным пастбищным экоклиматом. Лето тёплое и короткое, а зима может быть долгой и холодной. Среднегодовая температура колеблется от 0,5 до 2,5 ° C (от 32,9 до 36,5 ° F), летом — от 13 до 16 ° C (от 55 до 61 ° F), а зимой — от −14,5 до −12,5 ° C (от 5,9 до 9,5 ° F). Область реки Пис на северо-западе Альберты и северо-восточные районы Северных внутренних районов Британской Колумбии имеет самый прохладный климат, но все же поддерживает обширные сельскохозяйственные угодья. На юго-западе Манитобы больше всего тепла. Годовое количество осадков обычно составляет от 375 до 700 миллиметров (от 14,8 до 27,6 дюйма). Ветры шинук с предгорий также случаются зимой, в основном затрагивая Альберту.

## Флора

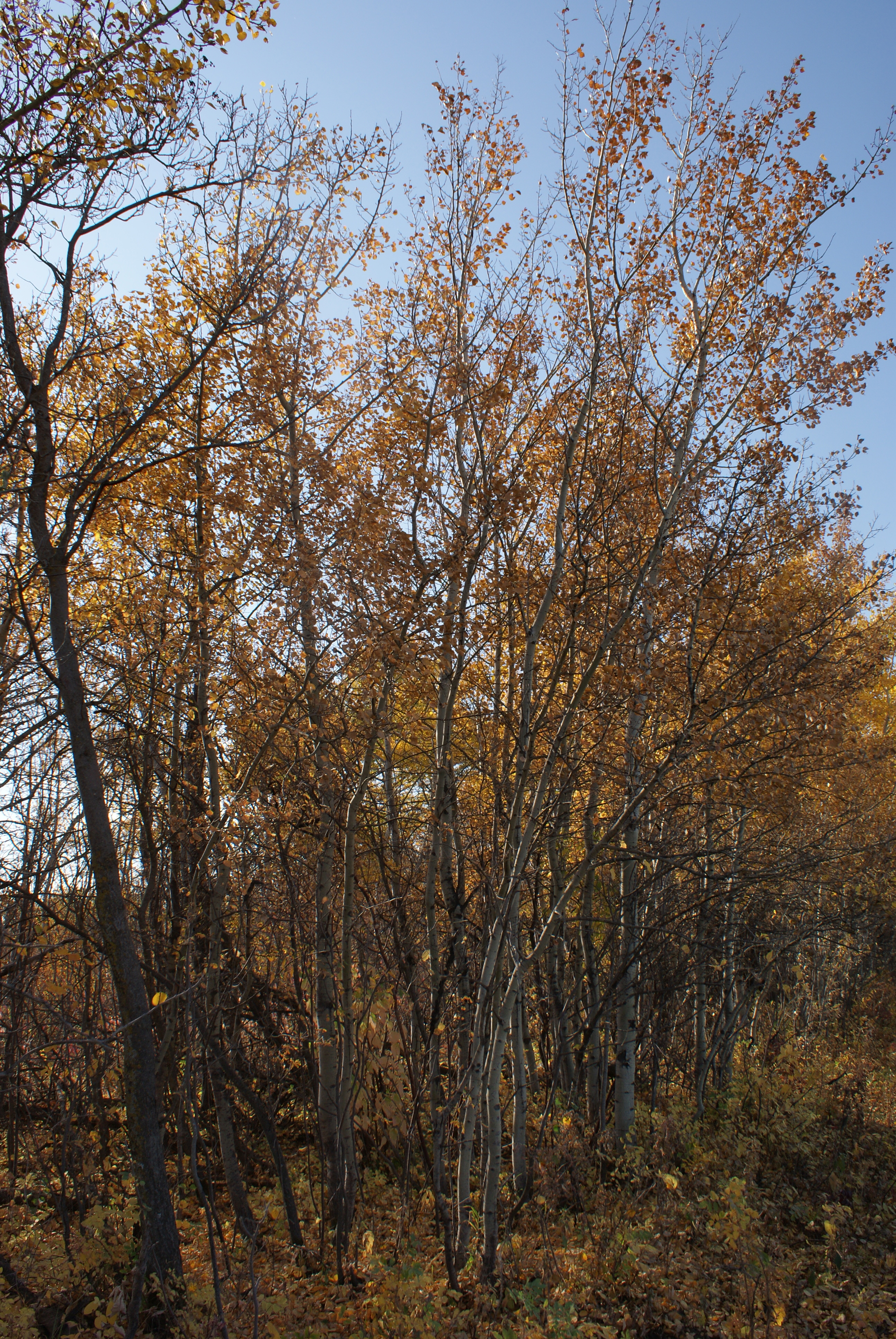
Тополь осинообразный Populus tremuloides («дрожащая» осина) — доминирующая древесная порода паркового пояса. Запад Саскатуна, штат Саскачеван.

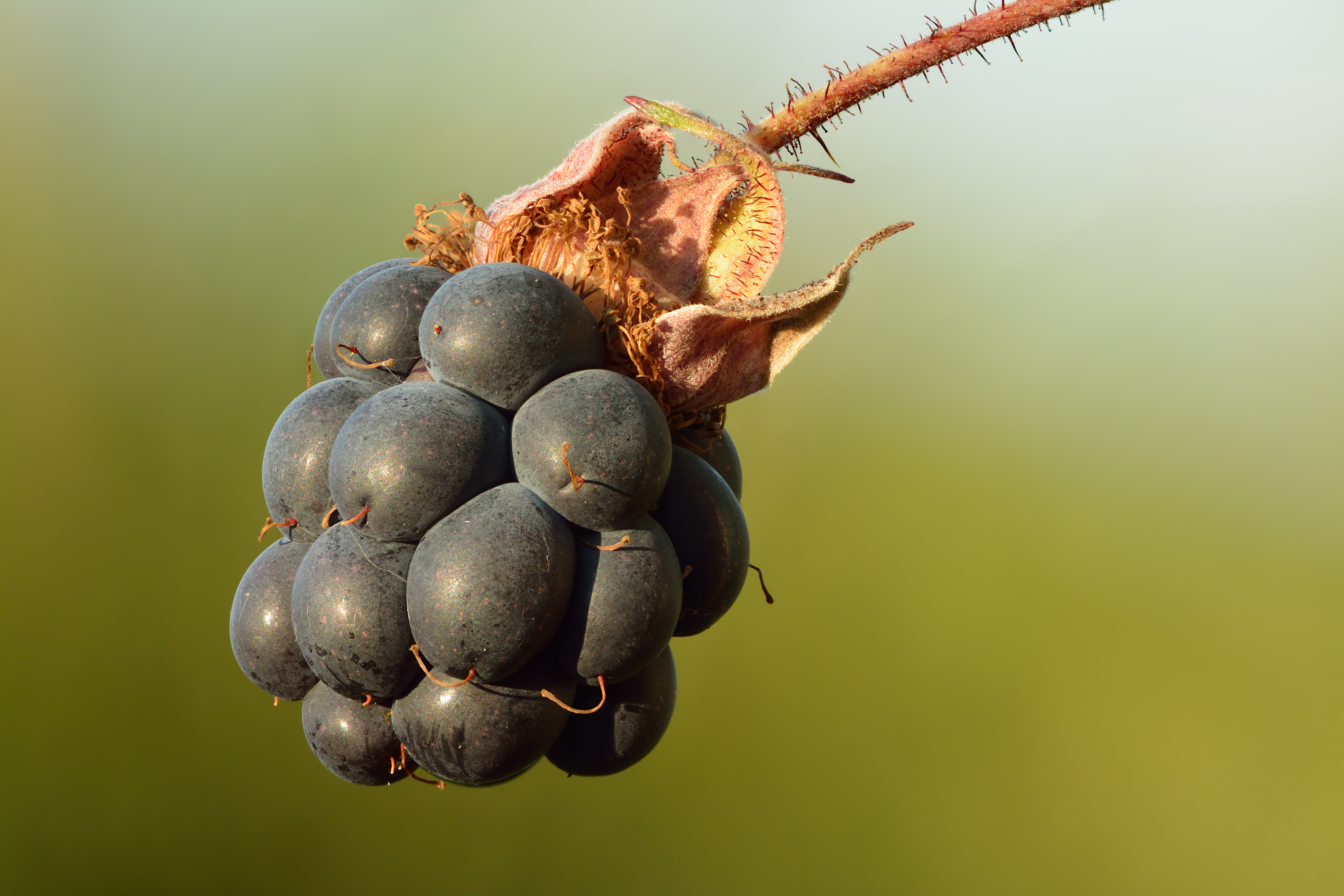
Ежевика сизая

В осиновых лесостепях распространены четыре существенно отличающиеся друг от друга среды обитания: овсяницевые прерии, лесные массивы, овраги, заболоченные земли и озера. Более редкий тип среды обитания, высокотравная осиновая лесостепь, встречается только в крайнем юго-восточном углу биома осиновой лесостепи (юго-восток Манитобы/северо-запад Миннесоты). Овсяницевая прерия — это луга, богатые разнообразием растительности, которые образуют покров для развития более богатых почв, лежащих в основе парковых зон. Тесная связь с лесными массивами и водно-болотными угодьями делает это место идеальным для многих растений и предпочтительным местом обитания для широкого разнообразия дикой природы. Более богатая почва и повышенное количество осадков благоприятствуют естественному росту овсяницы, но различные условия, такие как уровень влажности и пастбищная нагрузка, допускают вторжение вторичных видов растений.
В овсяницевой прерии много злаков и осок. Засушливые районы отдают предпочтение засухоустойчивым травам. Влажные участки часто покрыты тонкой пыреем. Степная роза и снежноягодник — обычные кустарники, встречающиеся на этих лугах.
В лесных массивах, или редколесной зоне преобладают тополь осинообразный (Populus tremuloides), тополь бальзамический (Populus balsamifera), другие тополя и ели, хотя встречаются и другие виды деревьев. Сосна, в основном сосна Банкса и сосна скрученная, часто растёт на участках с песчаной почвой. Другие местные виды могут включать клён ясенелистный, лиственницу американскую и иву, в то время как в предгорьях на юго-востоке региона, таких как Черепашья гора или провинциальный парк Еловые леса, есть леса из белой ели и бальзамической пихты, но осинообразный тополь будет доминировать там, где произошли лесные пожары. За последние 100 лет в районах, не затронутых сельским хозяйством, доля лесов и лугов несколько возросла по сравнению с прериями. Это увеличение отчасти связано с уменьшением степных пожаров, которые раньше уничтожали новые саженцы на опушках осиновых рощ. Кроме того, это была обычная практика для фермеров, чтобы посадить насаждения деревьев в качестве ветрозащиты.
Осиновые редколесья поддерживают обширный подлесок, состоящий из средних и мелких кустарников, некоторых трав и напочвенного покрова. Лесные массивы с преобладанием ели обычно не поддерживают густой подлесок из-за более кислых и бедных питательными веществами почв и более плотного полога, который уменьшает попадание солнечного света на подстилку леса. Однако в районах, где встречается смесь осины и ели, довольно густой подлесок все же может процветать. Смешанный лесной подлесок, как его ещё называют, поддерживает самое большое разнообразие лесной фауны в осиновой лесостепи.
Крупные кустарники, такие как кизил блестящий, ива Бебба, ирга, черёмуха виргинская и черёмуха пенсильванская, а также более мелкие кустарники, в том числе шиповник иглистый, снежноягодник, лещина рогатая и калина трёхлопастная, образуют плотный переплетённый подлесок. Густой кустарник является характерной особенностью лесов с преобладанием осины. Обычные травы, встречающиеся в лесных массивах, включают: астру Линдли (Aster ciliolatus), подмаренник северный (Galium boreale), фиалка канадская (Viola canadensis), ежевика сизая и дёрен канадский. У подножия деревьев и на земле появляются мхи.
Водно-болотные угодья очень распространены в этом биоме, включая озёра, мелководья, болота и травянистые водно-болотные угодья. Ледниковая эрозия внесла свой вклад в такие особенности, создав впадины, в которых может скапливаться стоячая вода. В более крупных низинах остаются постоянные озёра или пруды с водой. Многие озёра имеют засолённый характер, поэтому большая часть береговой растительности обладает высокой толерантностью к солёным почвам. Эти озёра известны как щелочные озёра. Влажные луга весной затапливаются, а осенью засыхают. Они содержат тростник, осоку и травы и предоставляют прекрасные возможности для изучения сходства и различия этих форм растительности.
Реки и ручьи размывают долины по всему парковому экорегиону. Крутые холмы и овраги создают уникальный рельеф. Юго-западные склоны с повышенным воздействием солнца часто более сухие и покрыты в основном травой, в то время как затенённые северные и восточные склоны сохраняют больше влаги и, как правило, имеют больший лесной покров. Некоторые формы растительности, уникальные для оврагов, включают тополь, ель, берёзу, иву и речную ольху.
Полевые цветы являются важным компонентом луго-пастбищной ассоциации парковой зоны. Среди них преобладают тысячелистник обыкновенный, ветреница, астрагал, золотарник, степная роза, степной крокус и тигровая лилия.

### Подлесок осины
Существует три основных фактора, влияющих на растительность подлесков в осиновых древостоях смешанного лесного массива.
1. Долгое пребывание на солнце способствует густому росту растительности под пологом. Это особенно важно ранней весной, ещё до того, как деревья распустятся.
2. Тёплая почва и температура воздуха на базовом уровне приводят к процессу быстрого таяния весной, что благоприятствует росту кустарников.
3. Большой процент осадков проходит через полог леса. Это обеспечивает защитный снежный покров зимой, а в тёплое время года осадки просачиваются через листовой покров для питания растений, которым требуется поверхностная влажность почвы.
Результатом действия вышеперечисленных факторов является обширный подлесок растительности в осиновом лесу. К распространённым кустарникам и травам относятся: ирга, кизил блестящий, малина, шиповник иглистый, смородина и жимолость покрывальная, аралия голостебельная, медуница пушистая, астра и чина. Линнея, земляника крупноплодная, хвощ и гаультерия лежачая образуют привлекательный растительный покров.
Минеральная почва покрыта разлагающимся покровом органического вещества. Многочисленные потребители и редуценты создают гумусовые материалы. Роющие животные смешивают новые плодородные материалы с почвой, образуя богатую корневую систему.

### Подлесок елового леса
К факторам, влияющим на растительность подлесков еловых древостоев в таёжной ассоциации, относятся:
1. Круглогодичное снижение солнечной экспозиции под пологом ограничивает лесной подлесок теневыносливыми видами.
2. Большая часть осадков задерживается в верхних ветвях деревьев елового леса и высвобождается через испарение. Напочвенный покров из листостебельного мха быстро впитывает большую часть влаги, которая действительно проникает в полог. Эти факторы в совокупности вызывают более сухие условия в подстилающих минеральных почвах.
3. Опавшая кислая хвоя ели не полностью разлагается и соединяется с моховой основой. Вода, содержащаяся во мхе, переносит кислоту из хвои ели в минеральную почву и вымывает питательные вещества из почвы, оставляя очень кислую основу почвы с низким содержанием питательных веществ, которая не подходит для большинства бореальных растений.
В результате вышеперечисленных факторов лесная подстилка варьируется от почти лишённой растительности до плотного ковра из перистого мха. В этой среде существует редкое сообщество теневыносливых кустарников. Некоторые виды растений в подлеске: ольха зелёная, низкорослая клюква, шиповник, рябина, линнея, дикий ландыш и грушанки.

### Подлесок смешанного леса
Есть несколько факторов, которые влияют на смешанные насаждения в бореальном лесу.
Там, где встречаются насаждения из осиновых и еловых лесов, тесно связанных друг с другом, возникает смешанный лесной массив. Каждая группа образует свою собственную микроассоциацию, как описано выше.
Когда смешиваются еловые и осиновые типы леса, результат может сильно отличаться от осиновых или еловых насаждений по отдельности. Животные и растительные ассоциации каждого типа объединяются, создавая значительное разнообразие местообитаний, характерное как для еловых, так и для осиновых насаждений. Смесь переходных почв обеспечивает привлекательную среду обитания с чистыми еловыми или осиновыми лесами. Примером птицы, предпочитающей смешанную древесную среду обитания, является миртовый лесной певун (Setophaga coronata).
Заболоченные участки смешанных лесов состоят в основном из торфяных болот, низинных болот и топей. Чёрная ель, лиственница американская, ива, болотный и сфагновый мхи являются основными типами растительности этих низменностей. Карликовая берёза и осока покрывают большие влажные участки, сосна Банкса встречается на песчаных грядах.
Для насаждений бореальной осины возрастом менее 40 лет, Comeau (2002) обнаружил, что базальная площадь служит полезным общим предиктором уровней освещённости подлеска, но на основе измерений освещённости одного 80-летнего древостоя предупредил, что отношения между освещением подлеска и базальной площадью могут не сохраняться в более старых насаждениях. В литературе указано, что рост подроста ели в высоту должен быть максимальным, когда уровень освещённости превышает 40 % или когда базальная площадь осины составляет < 14 м²/га. Модели, разработанные Wright et al. (1998) показывают, что радиальный рост подлеска белой ели увеличивается почти линейно с увеличением освещённости и непрерывное снижение радиального прироста с увеличением базальной площади осины. Применительно к данным Comeau’s (2002), модели Wright et al. (1998) предполагают, что смертность ели будет оставаться очень низкой до тех пор, пока базальная площадь осины не превысит 20 м²/га, после чего смертность быстро возрастёт.

## Фауна
Дикая природа на территории лесостепи включают в себя следующие виды животных: европейского лося (Alces alces), белохвостого оленя (Odocoileus virginianus), барибала (Ursus americanus), койота (Canis latrans), северного гофера (Thomomys talpoides), тринадцатиполосого суслика (Ictidomys tridecemlineatus), суслика Ричардсона (Urocitellus richardsonii), канадского бобра (Castor canadensis), американского беляка (Lepus americanus), хорьков и волков (Canis lupus). Медведи, лоси, лисы, койоты, бобры, заяцы-беляки и красные белки чаще встречаются в смешанных насаждениях, чем в осиновых и еловых лесах.
Роющие грызуны, такие как суслики Ричардсона, тринадцатиполосые суслики и северные гоферы, играют важную роль в балансе между осиновыми рощами и лугами. Эти землекопы создают насыпи из свежей почвы, которые являются идеальным местом для прорастания семян осины. После укоренения эти деревья разрастаются, образуя новые осиновые рощи.
Белохвостый олень находит убежище в осине и пасётся на лугах; койоты и лисы охотятся на местных грызунов. Исторически сложилось так, что бизоны паслись на пастбищах и помогали предотвратить распространение осиновых рощ. Однако, в настоящее время бизоны отсутствуют в основном из-за чрезмерной охоты на них во время поселений в 19 веке и значительной потери среды обитания из-за сельского хозяйства. Однако бизонов все ещё можно увидеть в охраняемых районах, таких как национальный парк Элк-Айленд к востоку от Эдмонтона, и на фермах, где их выращивают на мясо.
Дикая природа в лесах разнообразна и обильна. Разнообразные зайцы, ласки, лисы, койоты и белохвостые олени живут в этом регионе, в то время как водозависимые млекопитающие, которые считают овраги и заболоченные районы экорегиона своим домом, — это бобры, ондатры, выдры и норки.
Птицы осиновой лесостепи включают в себя: зимородков, воротничковых рябчиков, сорок и балтиморских иволг и, в частности, несколько видов певчих птиц считающих это место обитания предпочтительным.
Обширная культивация нарушила среду обитания некоторых птиц, которые гнездятся и питаются на овсяных лугах. Однако, рогатый жаворонок (Eremophila alpestris) и западный луговой трупиал (Sturnella neglecta) сумели адаптироваться к новым условиям. Певчую овсянку (Melospiza melodia), вечернюю овсянку (Pooecetes gramineus) и американского чижа (Spinus tristis) часто можно увидеть на открытых участках.
В то же время лесные массивы изобилуют разнообразными видами птиц. Черношапочную гаичку (Poecile atricapillus), волосатого дятла (Leuconotopicus villosus), воротничкового рябчика (Bonasa umbellus), сорок и виргинских филинов (Bubo virginianus) можно наблюдать в любое время года. К летним постояльцам относятся: красноглазый виреон (Vireo olivaceus), малый эмпидонакс (Empidonax minimus) и северная иволга.
К птицам, предпочитающим водно-болотную среду обитания, относятся зимородки и береговые ласточки. Наконец, вокруг заболоченных мест в изобилии водятся птицы. Многие виды уток устраивают свои летние гнёзда в этих водах, а канадские казарки (Branta canadensis) гнездятся в более отдалённых болотах. В тростниках гнездятся чёрные дрозды, болотные крапивники (Cistothorus palustris) и крачки (Chlidonias niger). Чайки Франклина гнездятся среди болотной растительности, но охотятся на сельскохозяйственных полях на кузнечиков, сверчков и мышей. К прибрежным птицам относятся: шилоклювки, желтоногие зуйки (Charadrius melodus), пятнистые перевозчики (Actitis macularius), перепончатопалые улиты (Tringa semipalmata), бекасы (Gallinago gallinago) и крикливые зуйки (Charadrius vociferus).
Популяция беспозвоночных в лесу огромна. Некоторые из наиболее распространённых беспозвоночных — круглые черви, улитки, многоножки, клещи, пауки и комары. Тополёвый листоед и гусеницы кольчатых шелкопрядов разрушают древесный покров. Насекомые водно-болотных угодий в этом регионе включают ручейников, подёнок и мошек.

## Использование человеком, угрозы и охрана природы

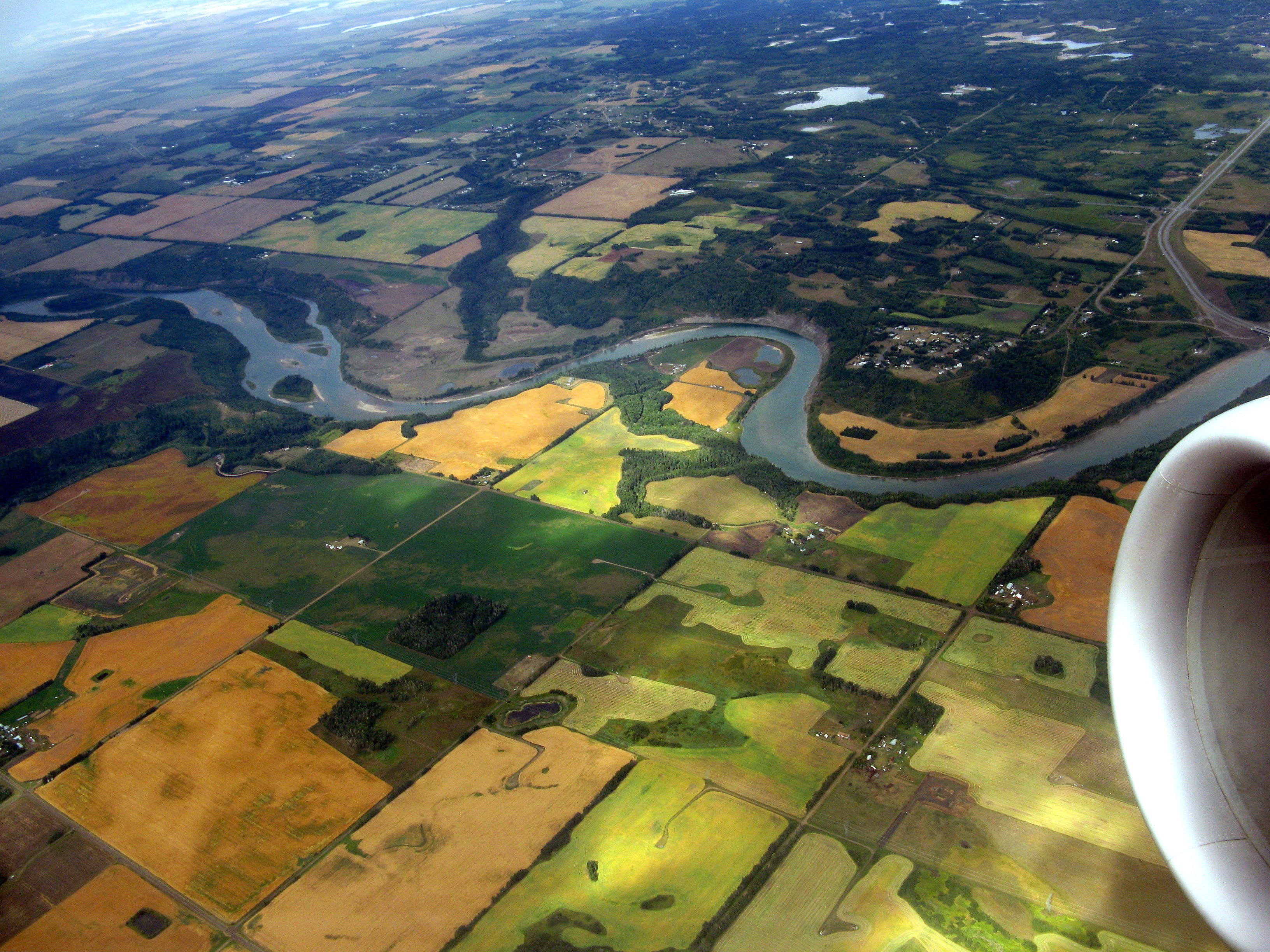
Сочетание небольших участков деревьев у рек и лоскутных участков сельскохозяйственных полей типично для парковой зоны. Здесь показана река Норт-Саскачеван в Альберте примерно в 2008 году.

До европейской колонизации на западе территории, которая впоследствии стала Канадой и Соединёнными Штатами, были большие площади западных осиновых лесов и осиновых лесостепей. Это поддерживалось слабыми и умеренными пожарами с периодичностью от 3 до 15 лет. Огонь также охватывал осину в Скалистых горах каждые десять лет, образуя обширные парковые зоны. Колонизация увеличило частоту пожаров в конце 19-го века, пока пожаротушение не стало популярным.
Большая часть осиновых лесостепей, как и биом прерий, была сильно изменена сельским хозяйством за последние 100 лет с тех пор, как в конце 19 века впервые возникли поселения. Хотя климат в целом прохладнее, чем в прериях, он по-прежнему мягкий и достаточно сухой, чтобы поддерживать крупномасштабное выращивание таких культур, как рапс (Brassica napsus), люцерна (Medicago sativa) и пшеница (Triticum aestivum), а также выпас скота. Почвы в биоме осиновых лесостепей также довольно плодородны, особенно вокруг Эдмонтона и Саскатуна. Разведка и бурение нефтяных и газовых скважин также нарушили естественную среду обитания, особенно в Альберте и северо-восточной части Британской Колумбии. В результате остаётся менее 10 % первоначальной среды обитания.
Самые большие блоки нетронутой лесостепи можно найти в провинциальном парке Лос-Маунтин к северу от Карлайла, Саскачевана и леса Бронсон в Саскачеване, а также в национальном парке Элк-Айленд и на базе канадских вооружённых сил Уэйнрайт в Альберте. Остальная часть лесостепной зоны действительно содержит фрагменты первоначальной среды обитания, некоторые из них находятся на охраняемых территориях, таких как провинциальный парк Spruce Woods и провинциальный парк Черепашьей горы в Манитобе, а также провинциальный лес Porcupine в Саскачеване.

## Человеческая культура
Первые народы этого региона были не только кочевниками, охотившимися на бизонов, как племена на юге. Они также в значительной степени полагались на ловлю (кроликов и т. д.), рыбалку, охоту на оленей и лосей, а также сбор ягод в лесах, таких как саскатунская ягода или калина.
Этот район был одним из важнейших регионов торговли пушниной в Северной Америке. Реки Ассинибойн и Северный Саскачеван были главными торговыми путями для пушных промыслов, с большим количеством пунктов торговли пушниной, чем реки в прериях к югу. Метисы сформировались вокруг этих постов из смешанных браков торговцев белым мехом и местных охотников.
Когда началось европейское заселение, этот регион стал желанным для крестьян-фермеров Восточной Европы и мелких землевладельцев Квебека из-за его лесных земель, чтобы они могли строить и отапливать собственные дома. Это в отличие от прежде всего британских и американских поселенцев, которые стремились к пастбищам, которые было легче разбить и вспахать. В то время людям подобного происхождения федеральное правительство разрешило концентрироваться в блочных поселениях: например, в колонии Эдна-Стар в Альберте, самой большой концентрации украинцев в прериях.
В результате этих различных стилей местного охотничье-земледельческого поселения этнический состав провинций прерий несколько разделён на север и юг. Кри, метисы, французские и украинские канадцы сосредоточены в парковом поясе и в парковых городах, таких как Эдмонтон, Саскатун и Виннипег, в отличие от городов прерий, таких как Калгари и Реджайна, которые были заселены в большей степени людьми сиксики, сиу, американского, английского и немецкого происхождения.

## Внешние ссылки
- Canadian Aspen forests and parklands (World Wildlife Fund) Архивная копия от 5 июня 2011 на Wayback Machine
- Canadian Aspen forests and parklands (Vanderbilt University) Архивная копия от 6 июня 2011 на Wayback Machine